# Монсинери-Тоннегранд
Монсинери-Тоннегранд (фр. Montsinéry-Tonnegrande) — коммуна во Французской Гвиане, заморском департаменте Франции, расположена недалеко от столицы Кайенны. Основана в 1677 году. С 1969 по 1994 год коммуна называлась Тоннегранд-Монсинери.

## География
По территории коммуны протекают многочисленные реки с зарослями мангровых деревьев по берегам. Монсинери-Тоннегранд граничит на севере с коммуной Макурия, на востоке с коммуной Матури, на юге с коммуной Рура и на западе с коммуной Куру. На территории коммуны находятся несколько деревень: Шато д’О, Карапа, Кеснель, Рискету, Шанп-Виржиль, Калани, Десфло, Гарен, Банан.
Тип климата экваториальный с очень высокой влажностью.

## История
Первое здание на берегу реки Монсинери было построено в 1677 году хозяином этой земли, маркизом Пьером Элеонором де Ля Виль де Феролль, мэром и губернатором Кайенны с 3 сентября 1690 года по 5 августа 1705 года. В 1711 году территория будущей коммуны перешла во владение банкира Жака Шабо, который развил здесь плантации сахарного тростника и разведение крупного рогатого скота.
Приход в Тоннегранд был основан в 1856 году. Он был освящён в честь Святого Людовика. Над могилой первого священника церкви, Антуана Дюрана (1823—1865) на местном кладбище в 1978 году была построена часовня.
С 1930 по 1945 год в тропическом лесу на территории коммуны действовала тюрьма Аннамит, в которой содержались осуждённые каторжники из Французского Индокитая.

## Население
На 2010 год численность населения коммуны составляла более 2000 человек. По этническому составу это, прежде всего, креолы.
| Демографические изменения |      |      |      |      |      |      |      |
| 1911                      | 1967 | 1974 | 1982 | 1990 | 1999 | 2007 | 2010 |
| —                         | 333  | 377  | 333  | 500  | 1037 | 2131 | 2217 |
| Источник                  |      |      |      |      |      |      |      |

## Экономика
В коммуне развито сельское хозяйство и речной рыбный и крабовый промыслы, хорошо развит торговый сектор. В Монсинери-Тоннегранд находится солнечная электростанция. 

## Культура
В коммуне есть две начальные школы и клиника. С 1995 года историческим памятником является церковь Непорочного Зачатия Пресвятой Девы Марии в Монсинери, построенная с 1860 по 1902 год.
В конце августа — начале сентября, в связи с приливами, в мангровых зарослях вокруг Монсинери-Тоннегранд ведётся промысел крабов. В это время здесь проходит празднование Дня краба, символа Монсинери. Фестиваль проходит в предпоследнее воскресенье августа в Тоннегранд, после праздничного богослужения, которое возглавляет епископ Кайенны. Главным блюдами на праздничном столе являются блюда из краба.